# Büyükakçakese, Korgan
Büyükakçakese là một xã thuộc huyện Korgan, tỉnh Ordu, Thổ Nhĩ Kỳ. Dân số thời điểm năm 2010 là 331 người.